# Crépy-en-Valois
Crépy-en-Valois es una comuna francesa situada en el departamento de Oise, de la región de Alta Francia.

## Geografía
Crépy-en-Valois está situado a 60 km al noreste de París, en el corazón de la región de Valois. 
Se trata de una zona industrial dedicada a la manufacturación de productos como verduras, oleaginosas, cereales y legumbres. La comuna de Crépy-en-Valois cuenta con unas estación de tren situada en la línea de La Plane a Hirson y Anor en la frontera con Bélgica. El aeropuerto Charles de Gaulle está situado a 25 km. La localidad está situada en el límite sur del dialecto lingüístico de la Picardía. 
Crépy-en-Valois es la capital francesa del tiro al arco. En diciembre de 2011 la villa inauguró una línea de autobuses urbanos.

## Toponimia
Origen del término Crépy : Crispeium in Valesia (Hasta el siglo XI), Crispiacus, Crispinacum, Crispeiacum, Crespeium (1504), Crispiacum (1223), Chrispeyum, Crispeium sylvanectum, Crespy, Crépi, Crespi, Crespei.

## Historia
El lugar que hoy ocupa la localidad fue poblado por romanos y pertenecía a la provincia de Galia.

### Periodo medieval y moderno
A partir del siglo X, Crépy-en-Valois se convirtió en la residencia de los condes de Valois, vasallos de los reyes de Francia hasta el año 1213 año en el que estos territorios se integraron en la Corona francesa. Posteriormente el territorio se convierte en ducado y es entregado a Luis de Orleans.
Crépy-en-Valois  conocerá una gran prosperidad económica durante los siglos XII y XIII al estar situado en la ruta entre Flandes y la Campaña. La ciudad fue destruida en la Guerra de los Cien Años y desde entonces fue perdiendo importancia hasta la Revolución Francesas. 

### Periodo contemporáneo
La actividad de esta localidad durante la Revolución Francesa fue muy activa. (cf Jacques Bernet, Annales Historiques Compiégnoises, n°31). La ciudad fue cabeza de distrito entre los años 1790 1795.
Durante el siglo XIX la zona fue industrializada, en 1861 llegó el ferrocarril y se fundaron varias fábricas que revitalizaron económicamente la villa. Durante la I Guerra Mundial, la localidad sufre bombardeos de la aviación alemana en 1918. Tras la guerra el periodo de crisis fue bastante severo. El gobernador socialista Jean Vassal permaneció como Alcalde durante la ocupación alemana en la II Guerra Mundial y se mantendrá en el cargo hasta 1953.

## Demografía
| 2 242                     | 2 164 | 2 282 | 2 157 | 2 619 | 2 582 | 2 873 | 2 933 | 2 787 | 2 513 | 2 834 | 2 775 | 2 817 | 3 082 | 3 369 | 3 625 | 4 124 | 4 381 | 5 213 | 5 375 | 5 528 | 5 293 | 5 570 | 5 632 | 5 654 | 5 465 | 5 950 | 7 379 | 8 660 | 10 920 | 12 228 | 13 222 | 14 436 | 14 180 |
| (Fuente: INSEE y Cassini) |       |       |       |       |       |       |       |       |       |       |       |       |       |       |       |       |       |       |       |       |       |       |       |       |       |       |       |       |        |        |        |        |        |

## Patrimonio histórico y monumentos
Crépy-en-Valois cuenta con trece monumentos históricos en su territorio.
•	Ruinas de la Colegiata de Santo Tomás.
•	Ruinas de la Abadía vieja de Saint-Arnould.
•	Castillo de Crépy-en-Valois  
•	Iglesia de Bouillant
•	Castillo de Saint-Aubin, declarado monumento nacional en 1926
•       Hotel de la Rosa de 1537
•	Mansión Le Corandon siglo XV
•	Casa del siglo XVI probablemente antiguo almacén de Sal
•	Hotel de San José de 1649 
•	Vestigios de la antigua Puerta de París 
•	Puerta de Santa Ágata.
•	Mansión de las Cuatro Estaciones.
•	Castillo de Geresme.